# Buk
El buk és un tambor coreà tradicional de la família dels idiòfons. Mentre que el terme buk és una paraula coreana nativa utilitzada com a genèric de tambor (la paraula sino-coreana va), es fa servir més sovint per a referir-se a un tambor de barril poc profund amb doble membrana, de pell animal. Els buk estan classificats com hyeokbu (혁부, 革部) que són instruments fets amb pell, i han estat utilitzats al jeongak (música de cort coreana) i a la música tradicional.

## Història

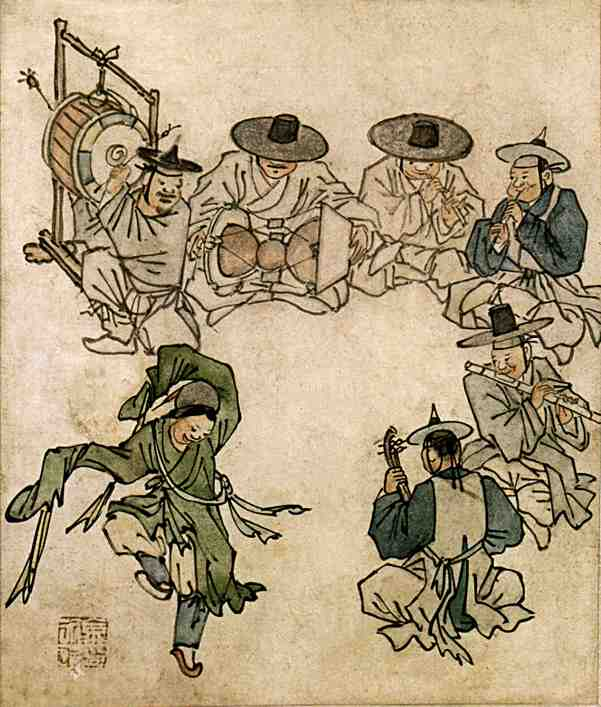
"Noi ballador" (무동:舞童), samhyeon yukgak incloent-hi un buk i un janggu.

Els buk en la música de la cort se solen mantenir fixes amb les ungles a les vores, mentre que els que s'utilitzen per a la música tradicional solen estar lligats amb corretges de pell. Els intèrprets de la música de la cort solen percudir-los amb les bukchae (북채, baqueta) amb una mà o amb les dues, mentre els percussionistes de música tradicional generalment el percudeixen amb una baqueta a la mà dreta, i amb la mà esquerra directament a la membrana. Fins fa un temps, el jong (종, campana) anomenat soebuk (쇠북, tambor de metall) era inclòs també a la categoria dels buk.
El buk va servir sobretot a la música coreana des del període dels Tres Regnes de Corea (57 aC – 668 dC) pel que es pot veure a les pintures murals de la tomba d'Anak de Goguryeo (37 aC – 668 dC) i en el Llibre de Sui en els regnes, Goguryeo i Baekje (18 aC – 660 dC). A la tercera tomba d'Anak hi ha descrits dos tipus de buk a les pintures, anomenades Juakdo (주악도, 奏樂圖, "pintant la interpretació de la música") i Haengryeoldo (행렬도, 行列圖, "pintant la marxa") com ipgo (입고, 立鼓) i damgo (담고, 擔鼓) respectivament. El ipgo és un buk que els intèrprets toquen drets, mentre el damgo és un buk que els percussionistes toquen duent-lo penjat a l'espatlla.
Durant el període de Silla Unificada (668 – 935), el daego (대고, 大鼓) o keunbuk, que significa «gros tambor», es toca juntament amb un instrument de percussió anomenat bak (박, 拍) en una música interpretada al Samhyeon samjuk (삼현삼죽, 三絃三竹) que comprèn el samhyeon, tres instruments de corda, que són el geomungo, el gayageum, i l'hyangbipa i samjuk com daegeum, junggeum i sogeum. En el període Goryeo (918 – 1392), el dangak i aak van ser introduïts a Corea provinents de la Xina, així com el buk, janggu, gyobanggo i jingo van començar per ser tocats a la música de la cort.
En el període de Joseon, les partitures del buk van ser utilitzades per a la música reial que inclou el janggu, jwago, yonggo, gyobanggo, jingo, jeolgo, nogo i altres. Entre ells el janggu també era utilitzat a la música tradicional, i més tard esdevindria l'instrument més generalitzat.
Hi ha vint tipus de buk a la música tradicional coreana actual, els més comuns són el jwago per interpretar Samhyeon yukgak (삼현육각, 三絃六角), el yonggo per música de marxa, el gyobango per bukchum (북춤, ball de tambor), el beopgo per cerimònies rituals budistes, el sogo per Namsadang, i els músics de carrer toquen el soribuk o anomenat gojangbuk per pansori, maegubuk (o també nongakbuk) utilitzat pel nongak, i el motbanggo per als pagesos quan treballen.

## Usos

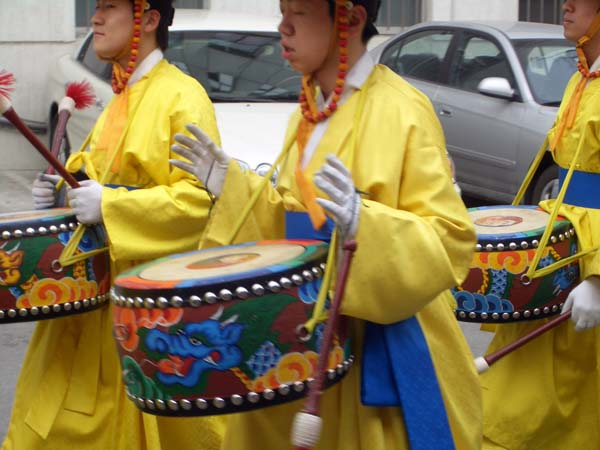
Yonggo tocat durant una daechwita per un grup de músics

Hi ha dos tipus de buk sense decoració utilitzats en la música tradicional coreana: el buk per acompanyar pansori, que té tatxes, anomenat sori-buk (소리북), mentre el buk que acompanya la música pungmul s'anomena pungmul-buk (풍물북). El sori-buk es toca amb la mà esquerra oberta i amb una baqueta feta de bedoll a la mà dreta, que percudeix la fusta del tambor. El pungmul-buk és un dels quatre instruments que toquen el samulnori, una versió d'actuació moderna de pungmul. Es toca amb una sola baqueta a la mà dreta en una sola membrana.
A causa de la seva semblança en forma i construcció, el yonggo (hangul: 용고; hanja: 龍鼓; literalment "tambor de drac"), que és un tambor amb taxtes i amb decoració de dracs pintats a les membranes, utilitzats en la música militar de percussió, s'anomenadaechwita, que de vegades també es classifica com una altra forma de buk. Es toca amb dues baquetes encoixinades.

## Tipus
- Janggu o Janggo (hangul: 장고 o 장구; hanja: 杖鼓 o 長鼓) – Tambor de doble membrana amb forma de rellotge de sorra
- Galgo (hangul: 갈고; hanja: 羯鼓) – Tambor de doble membrana amb forma de rellotge de sorra, similar al janggu però tocat amb dos pals, de vegades s'anomena yanggo o yangjanggo; generalment ja no s'utilitza
- Jingo (hangul: 진고; hanja: 晉鼓) – Tambor de barril més gran
- Jeolgo (hangul: 절고; hanja: 節鼓) – Tambor de barril
- Jwago (hangul: 좌고; hanja: 座鼓) – Tambor de barril amb un marc de fusta
- Geongo (hangul: 건고; hanja: 建鼓) – Tambor de barril enorme
- Yonggo (hangul: 용고; hanja: 龍鼓) – Tambor de barril amb la decoració d'un drac pintat a la caixa; utilitzat a daechwita
- Eunggo (hangul: 응고; hanja: 應鼓) – Tambor de barril suspès d'un marc
- Sakgo – (hangul: 삭고; hanja: 朔鼓) – Tambor de barril llarg suspès d'un marc de fusta
- Gyobanggo (hangul: 교방고; hanja: 敎坊鼓) – Tambor pla suspès d'un marc
- Junggo (hangul: 중고; hanja: 中鼓) – Tambor pla suspès d'un marc; similar al gyobanggo però més gran
- Sogo (hangul: 소고; hanja: 小鼓) – Tambor petit aguantat a la mà
- Nogo (hangul: 노고; hanja: 路鼓) – Conjunt de dos tambors perforats
- Nodo (hangul: 노도; hanja: 路鼗) – Conjunt de dos tambors petits en un pal, que es belluga per fer-los sonar; utilitzat en música ritual
- Yeongdo (hangul: 노도; hanja:靈鼗) – Quatre tambors en un pal, el qual és beelugat per ser tocat; utilitzat en música ritual
- Noedo (hangul: 뇌도; hanja: 雷鼗)) – Sis tambors petits penjats en un marc; utilitzat en música ritual
- Noego (hangul: 뇌고; hanja: 雷鼓) – Tres tambors de barril petits en un suport; utilitzat en música ritual
- Fer (도) – Tambor de piloteta sola

## Galeria

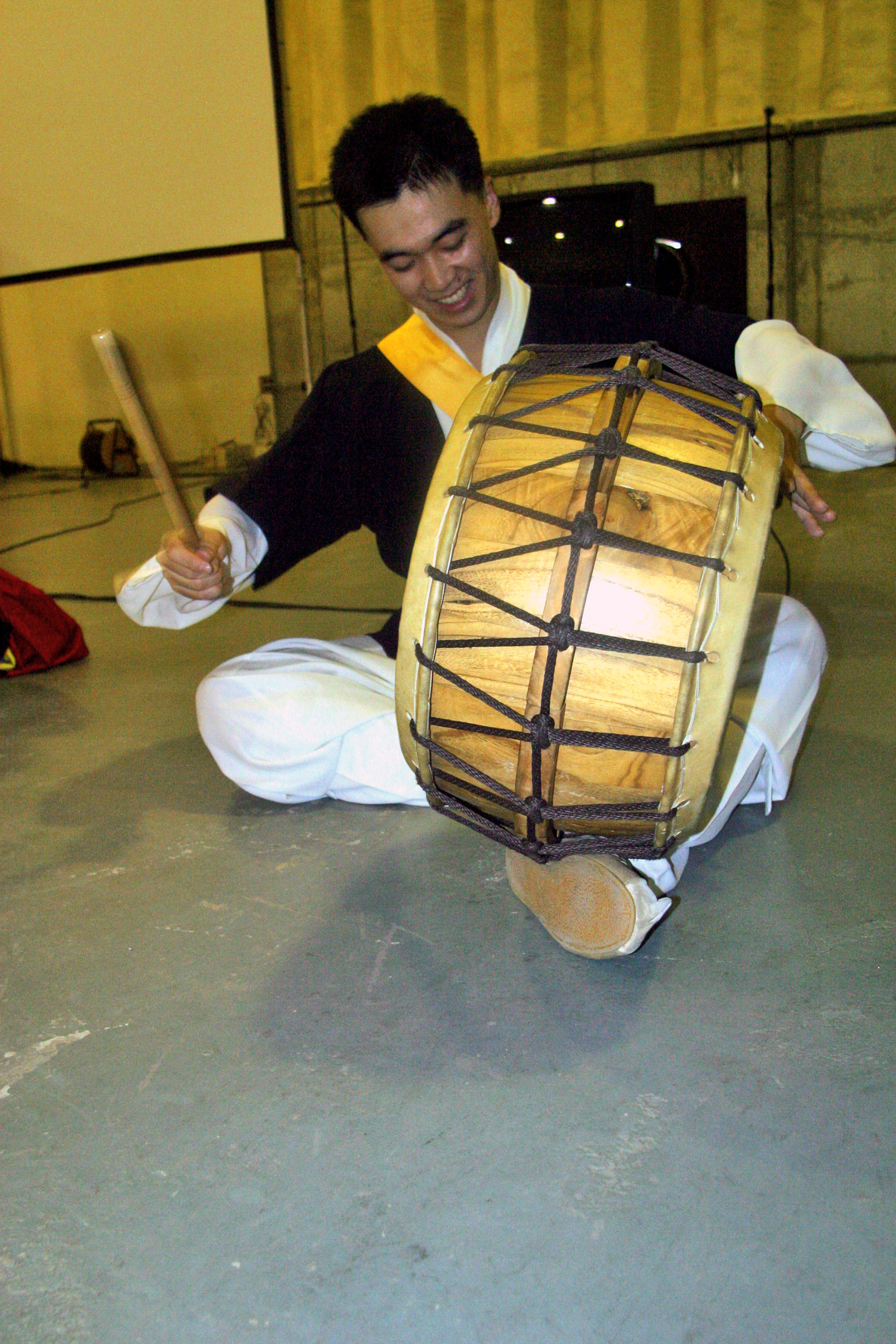
Un músic airman tocant un pungmul-buk
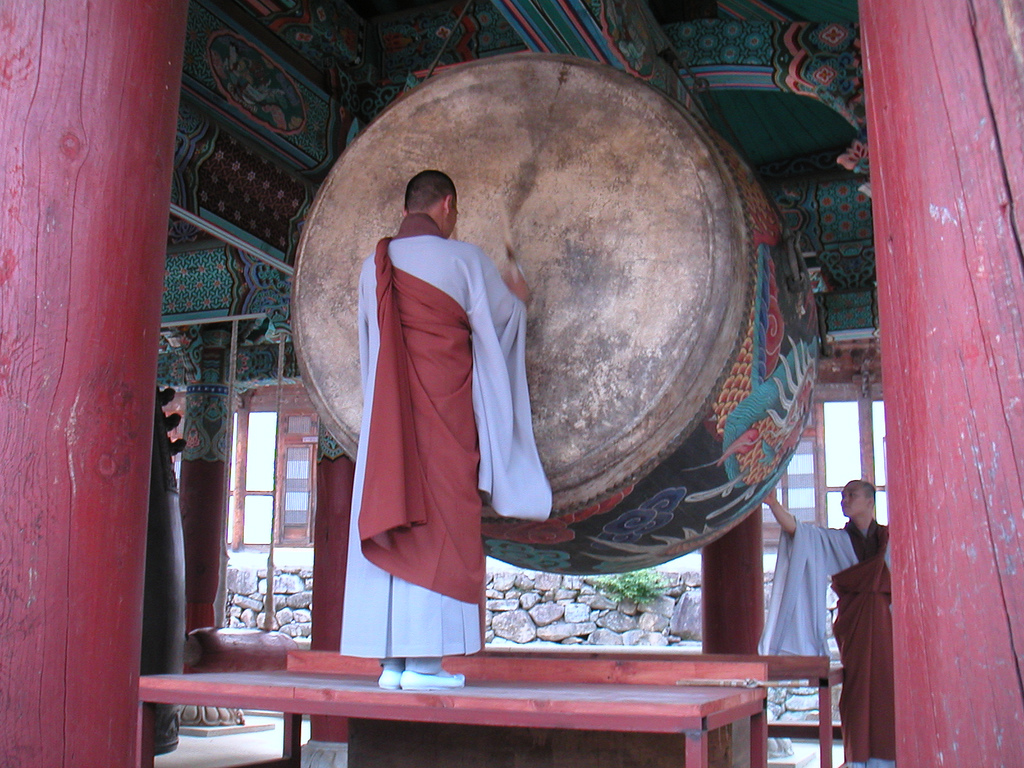
Beopgo
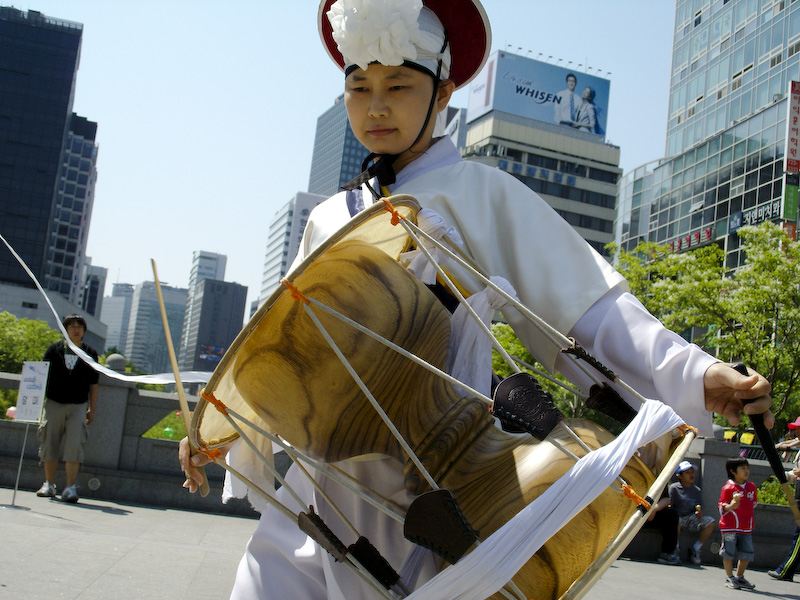
Janggu
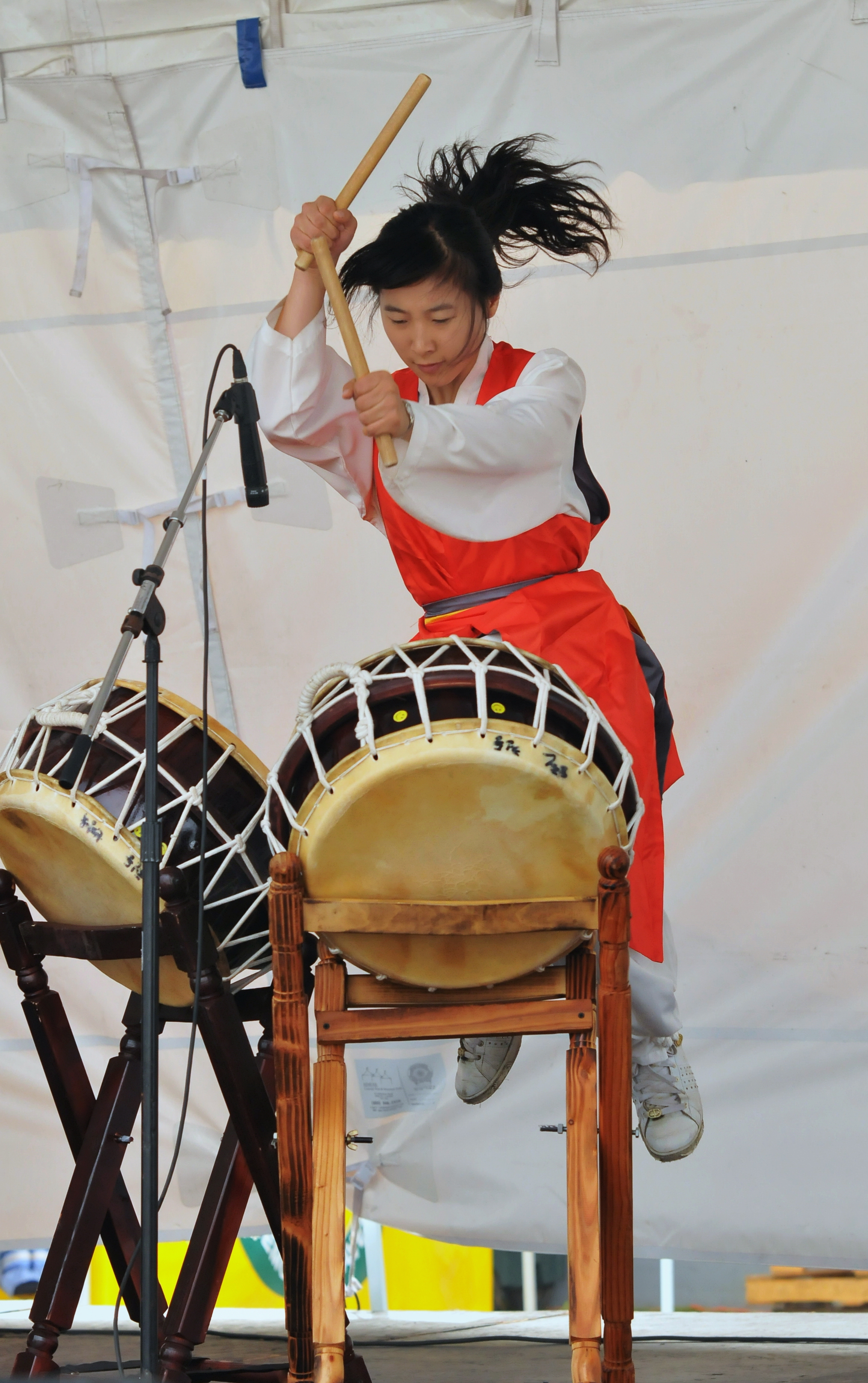
Percussionista coreà

### Vídeo
- El vídeo que mostra sori-buk utilitzat en pansori
- El vídeo que mostra pungmul-buk utilitzat en samulnori